# 明星志愿 (戏剧)
《明星志愿》，改编自台湾大宇资讯开发的知名单机游戏《明星志愿3》。由上海新文化传媒和爱奇艺联合出品。导演为韩国的柳东翰，主要演员有王瑞子、沈浩晨、马春瑞、彦希、封佳奇，2015年12月上海开机，2016年3月杀青，于2016年12月16日爱奇艺播出。 描述着一群年轻人拥抱明星梦，彼此之间所发生的爱情、友情及成长的故事。 

## 剧情简介

### 第一季
追梦女孩林芬芬一心想成为歌手，却屡屡受挫，一次次失利于选秀比赛；另一边偶像组合J-Star的队长—人气偶像丹尼斯，因为暴力丑闻，从被万千少女追捧的神坛，坠落到事业低谷。两个不幸的人却同时接收到了慧眼识珠的翱翔天际掌舵人金勇的橄榄枝，邀请两人加盟公司。
正当林芬芬满心欢喜的以为自己终于可以实现梦想之时，却传来金勇病危，翱翔天际濒临破产的消息，歌手之路又遇荆棘。就在她失望之际，金勇之子金皓薰找到了她，当林芬芬面对金皓薰的游说时，被他的诚恳与执着所打动，答应加入翱翔天际，与他一起打拼，既为自己实现梦想而努力，也为帮助翱翔天际渡过难关。

### 第二季
丹尼斯原本并不屑这家破败的经济公司，奈何遭到前东家距子国际的封杀，事业遭遇毁灭性打击，最终他只能寄希望于风雨飘摇的翱翔天际。最终，在金皓薰的努力下，翱翔天际招揽了众多有才华的练习生，大家朝着一个目标共同奋斗着—出道。在准备出道刻苦训练的日子里，翱翔天际众练习生被林芬芬的乐观向上永不服输的劲头所感染，大家团结一心，共同为了梦想而拼搏。
在此过程中，林芬芬不但收获了与翱翔天际各练习生的友情，还吸引了傲娇的丹尼斯。两人从吵架斗嘴互相看不顺眼的欢喜冤家，到后来的相知相爱。最终，分别由林芬芬与丹尼斯领衔的翱翔天际的两个男女组合各自成功出道，并在乐坛上大获成功，翱翔天际也因此得以重生。而林芬芬也顺利完成从一个热爱唱歌的素人到在舞台上大放异彩的歌手的蜕变。

## 登场人物

### 领衔主演
| 演员              | 角色            | 介绍 | 登场集数 |
| 王瑞子            | 林芬芬          | Shining Girls成员，林芬芬喜欢唱歌，有着与生俱来的乐感。对于音乐着迷的她在很小的时候就立志要在长大以后成为一名歌手。然而，她却因自己普通的长相和土气的打扮而屡遭挫折。幸好，翱翔天际的老板金勇慧眼识珠，将她签入自己的公司。                            |          |
| 浩晨 （Universe） | 丹尼斯 （周君杰） | 钜子娱乐男团J-Star前成员，拥有超高的人气。性格狂妄自大，因一次意外事故使他惨遭公司遗弃。金皓薰与林芬芬恰恰是出现在了他的人生最黑暗的时期。虽然他更多表现出了不屑，但因遭受钜子的封杀，没有任何公司愿意和他签约。于是，在穷途末路之际他走进了翱翔天际。 |          |
| 彦希              | 天晴            | 男团J-Star成员之一，颜值担当。不仅对心爱的女生呵护备至，对于身边的队友更是细心周全。虽是超级明星，实际为钜子娱乐的大股东之子，但为了自由追求纯粹的音乐梦想，一直隐藏身份，并低调努力，希望通过实力来证明自己。                                         |          |
| 马春瑞            | 黎韵            | 原创角色，钜子国际旗下J-Star乐队的艺人总监，因小时候的遭遇，不择手段想爬到更高的位置，不惜舍弃了解约的丹尼斯，转而将目标投向了她在偶然间得知是董事长之子的天晴。                                                                                       |          |

### 联合演出
| 演员         | 角色   | 介绍 | 登场集数 |
| SpeXial-易恩 | 陈奕夫 | Dash乐团练习生，担任鼓手，从美国归来的摇滚男孩，幽默风趣，酷爱音乐和篮球，擅长打击乐，对苏嫚君一见钟情。因为善良诚实，在不知不觉中被贺总利用致使团队面临解散，得知真相后追悔不已，决心用自己的行动来弥补之前的过失。                                                      |          |
| 黄宣霓       | 苏嫚君 | Shining Girls成员，苏嫚君是翱翔天际所属女子组合的练习生，林芬芬的闺蜜兼队友。她始终梦想着有朝一日能够与林芬芬一同成为人人喜爱的偶像明星。虽然在成长和奋斗的道路上经常闹出不少叫人哭笑不得的事情来，但她却能够始终以自己那超级乐天派的开朗性格给身边的人们带来温暖和欢乐。 |          |
| 李恩婧       | 欧怡青 | Shining Girls成员，与生俱来的音感，和丹尼斯是大学同学。与爸爸有约定，没有成功出道，欧怡青得回美国学管理课程。 |          |
| 彭昱畅       | 路风   | Dash乐团练习生，担任贝斯手，始终坚信着只要下苦工肯努力就一定能够收获成功，对音乐拥有执着的信念和永不熄灭的热情，暗恋着欧怡青。 |          |
| 王奕         | 路敏   | 翱翔天际所属的练习生女子组合Shining Girls，也是路风的妹妹，胆大强势。因为其妈妈是丹尼斯粉丝的缘故，总是把丹尼斯的一举一动报告给自己的妈妈，有舞台恐惧症。 |          |
| 安佑德       | 姚子奇 | 姚子奇是钜子国际旗下J-Star乐队的成员，乐队解散后，因为家境困难而不得不放弃音乐的梦想，后在丹尼斯等人的帮助下，重新走上音乐的道路。他不仅有音乐创作方面的才华，也有着常人所没有的特殊能力。                                                                                |          |
| 封佳奇       | 金皓薰 | 翱翔天际公司社长之子，因自小便衣食无忧的缘故导致他对于人生并没有目标。在父亲突然病倒之际，他才硬着头皮接下公司的重担。一个月满之夜，他发现了躺卧在床上昏迷半年多的父亲金勇的灵魂竟可以附到他的身上。自此，他的灵魂便与父亲的灵魂共用一个躯体。                            |          |
| 徐天豪       | 原少纬 | 原是钜子国际旗下J-Star的一员，与丹尼斯有矛盾，后来更因与丹尼斯的突发事故住进医院导致乐队解散。住院期间，被贺总利用，出卖自己的良心。 |          |
| 卢星宇       | 贺仲辉 | 钜子国际娱乐公司社长，一个外表看似平和内心却充满野心的公司领导人，通过各种手段和计谋使钜子国际在很短的时间内便成为了业界内屈指可数的著名演艺公司。 |          |
| 张皓然       | 王史鹏 | 原创角色，翱翔天际公司市场部总监，深得金勇的信任，但最后化身为引起公司大动乱的反派。 |          |
| 郭品超       | 黎华   | 出道多年的天王巨星，也是金皓薰的好友，在关键时刻帮助翱翔天际渡过难关。 |          |

## 脚注
1. ↑  . 网易娱乐. 2015-12-09. （原始内容存档于2016-10-18） （中文（中国大陆））.
2. ↑  . 巴哈姆特. 2016-07-28. （原始内容存档于2016-07-29） （中文（臺灣））.
3. ↑  . 北京电视节目交易会.   [2016-07-30]. （原始内容存档于2016-04-07） （中文（中国大陆））.